# Von Braunova reakce
Von Braunova reakce je organická reakce terciárního aminu s bromkyanem za vzniku organického kyanamidu. Jako příklad může sloužit reakce N,N-dimethyl-1-naftylaminu:
Bromkyan lze nahradit chlorethylchlorformiátem.

## Mechanismus
Mechanismus této reakce zahrnuje dvě nukleofilní substituce: nejprve amin jako první nukleofil odštěpuje atom bromu, poté tento atom slouží jako druhý nukleofil.
Na následujícím obrázku je mechanismus popsán na reakci trimethylaminu:
Na začátku reaguje trimethylamin s bromkyanem za vzniku kvartérní amonné soli, ze které se pak odděluje brommethan a vzniká dimethylkyanamid. Jedná se o bimolekulární nukleofilní substituci (SN2).